# Confidenzialità
Nel campo della sicurezza la confidenzialità  (trasposizione del termine inglese confidentiality), oppure riservatezza, è la "proprietà delle informazioni di non essere rese disponibili o divulgate a individui, entità o processi non autorizzati". Confidentiality, al pari di altri termini rilevanti nell'ambito della sicurezza delle informazioni, è definita all'interno dello standard ISO/IEC 27000:2018 .
Più in dettaglio, nell'ambito della sicurezza informatica la confidenzialità s'intende come la protezione dei dati e delle informazioni scambiate tra un mittente e uno o più destinatari nei confronti di terze parti. Il concetto di confidenzialità (assieme a quelli di Disponibilità dei dati e integrità dei dati) è definito nello standard ISO/IEC 25000.
Tale protezione deve essere realizzata a prescindere dalla sicurezza del sistema di comunicazione utilizzato: assume anzi particolare interesse il problema di assicurare la confidenzialità quando il sistema di comunicazione utilizzato è intrinsecamente insicuro (come ad esempio la rete internet).

## Descrizione
In un sistema che garantisce la confidenzialità, una terza parte che entri in possesso delle informazioni scambiate tra mittente e destinatario, non è in grado di ricavarne alcun contenuto informativo intelligibile.
Per assicurarla si ricorre a meccanismi di cifratura e all'occultamento della comunicazione. I meccanismi di cifratura garantiscono la confidenzialità per il tempo necessario a decifrare il messaggio. Per questo motivo occorre stabilire per quanto tempo il messaggio deve restare confidenziale. Non esistono meccanismi di protezione sicuri in assoluto.
Un altro meccanismo che serve ad aumentare la confidenzialità è l'autenticazione di accesso al sistema in quanto potenzialmente in grado di scartare accessi di soggetti non autorizzati ovvero autenticati.